# Accolade
Accolade é uma empresa desenvolvedora de jogos eletrônicos, famosa nos anos 80 e 90 por produzir e publicar jogos como Star Control e Test Drive, entre outros.
Alan Miller e Bob Whitehead fundaram a Accolade depois de sairem da Activision, também fundada por eles.

## Jogos
A Accolade foi responsável pelo desenvolvimento de muitos jogos influentes. Alguns dos mais conhecidos e mais vendidos jogos incluem Star Control, Test Drive, Jack Nicklaus Golf, HardBall e Bubsy.
- 4th & Inches 1987
- 4th & Inches Team Construction Disk 1988
- Accolade Comics 1987
- Accolade In Action 1990
- Ace of Aces 1986
- Altered Destiny 1990
- Ballz 1994
- Bar Games 1989
- Barkley Shut Up and Jam! 1994
- Battle Isle 2 (PC) 1993
- Big Air (PlayStation) 1998
- Blue Angels: Formation Flight Simulation 1989
- Brett Hull Hockey 95 1994
- Bubble Ghost 1987
- Bubsy: The Woolies Strike Back 2017
- Bubsy 3D: Furbitten Planet 1996
- Bubsy II 1994
- Bubsy in: Claws Encounters of the Furred Kind 1993
- Bubsy in: Fractured Furry Tales 1994
- The Cardinal of the Kremlin 1990
- Combat Cars (Sega Genesis) 1994
- Cyclemania (PC) 1994
- The Cycles: International Grand Prix Racing 1989
- Dam Busters 1984
- Day of the Viper 1989
- Deadlock: Planetary Conquest (PC) 1996
- Deadlock II: Shrine Wars (PC) 1998
- Don't Go Alone 1989
- Double Dragon 1988
- The Duel: Test Drive II 1989 - PC
- Elvira: Mistress of the Dark 1990
- Elvira II: The Jaws of Cerberus 1991
- Eradicator (PC) 1996
- Fast Break 1988
- Fight Night 1985
- The Game of Harmony 1990
- The Games: Summer Challenge 1991
- The Games: Winter Challenge 1992
- Grand Prix Circuit 1988
- Grand Prix Unlimited 1992
- Gunboat 1990
- Hardball! 1985
- HardBall II 1989
- HardBall III 1992
- HardBall 4 1994
- HardBall 5 1995
- HardBall 6 1998
- HardBall 6 - 2000 Edition 1999
- Hoverforce 1990
- Ishido: The Way of Stones 1990
- Jack Nicklaus 4 1997
- Jack Nicklaus 5 1998
- Jack Nicklaus Golf & Course Design: Signature Edition 1992
- Jack Nicklaus' Greatest 18 Holes of Major Championship Golf 1988
- Jack Nicklaus' Unlimited Golf & Course Design 1990
- Killed Until Dead 1986
- Law of the West 1985
- Les Manley in: Lost in L.A. 1992
- Les Manley in: Search for the King 1990
- Mean 18 1986
- Mike Ditka Ultimate Football 1991
- Mini-Putt 1987
- Pelé II: World Tournament Soccer 1994
- PO'ed 1995
- Power at Sea 1987
- Wikipedia: Space Station 1985
- Psi-5 Trading Company 1986
- Rack 'Em 1988
- Redline 1999
- Road & Car 1991
- Serve & Volley 1988
- Slave Zero (PC) 1999
- Snoopy's Game Club 1992
- Speed Racer
- Speed Racer in The Challenge of Racer X
- Star Control 1990 - PC
- Star Control II 1992 - PC
- Star Control 1 & 2 CD Compendium
- Star Control 3 1996 - PC
- Star Control Collection
- Steel Thunder
- Stratego
- Strike Aces
- SunDog: Frozen Legacy
- Super Bubsy
- Test Drive - PC
- Test Drive 4 (PC, Playstation)
- Test Drive 5 (PC, Playstation)
- Test Drive 6 (PC, Playstation)
- Test Drive II Car Disk: Musclecars
- Test Drive II Car Disk: The Supercars
- Test Drive II Scenery Disk: California Challenge
- Test Drive II Scenery Disk: European Challenge
- Test Drive II: The Collection
- Test Drive III: The Passion
- Test Drive: Off-Road 3
- Test Drive: Off-Road - PC
- Test Drive: Off-Road 2
- The Third Courier
- TKO
- The Train: Escape to Normandy
- Turrican
- Universal Soldier
- Unnecessary Roughness
- Unnecessary Roughness '95 (PC, Sega Genesis)
- Unnecessary Roughness '96 (PC)
- Waxworks (Amiga, DOS)
- Warp Speed (Sega Genesis)
- Winter Challenge
- Zyconix
- A versão de Mega drive convertida pela Accolade não tem licenciamento da Sega.